# Trachelas himalayensis
Trachelas himalayensis is een spinnensoort uit de familie van de Trachelidae.
De wetenschappelijke naam van de soort werd in 1993 gepubliceerd door Bijan Kumar Biswas.